# Une veuve de papier
Une veuve de papier (titre original : A Widow for One Year) est un roman de l'écrivain américain John Irving publié en 1998.
Il a été adapté au cinéma en 2004 par le réalisateur américain Tod Williams sous le titre de Lignes de vie.

## Résumé
Le roman, divisé en trois parties, raconte l'histoire de Ruth Cole à trois âges différents. Dans la première partie, qui se déroule en 1958, Ruth a quatre ans et passe l'été à Long Island avec ses parents et Eddie O'Hare, un adolescent engagé par le père de Ruth, auteur de livres pour enfants, comme assistant. Dans la deuxième, on suit Ruth à trente-six ans, en 1990. Devenue elle-même romancière, elle reprend contact avec Eddie puis se rend à Amsterdam pour faire des recherches dans le quartier chaud en vue de l'écriture de son prochain roman. La troisième et dernière partie se déroule en 1995, alors que Ruth est désormais veuve et mère d'un fils.